# Topos
En matemática, un topos (plural: toposes o topoi) es un tipo de categoría que se comporta como la categoría de conjuntos y más generalmente como una categoría de haces sobre un espacio topológico. Tienen aplicaciones en lógica, donde cada topos define internamente una fundamentación de las matemáticas.

## Introducción
Tradicionalmente, la matemática se construye usando teoría de conjuntos, y todos los objetos estudiados en matemática son en última instancia conjuntos y funciones. Se dice que la teoría de las categorías podría proporcionar unos mejores fundamentos para la matemática. Analizando exactamente qué propiedades de la categoría de conjuntos y de funciones son necesarias para expresar la matemática, se llega a la definición de topos, y se puede entonces formular la matemática de cualquier topos. Por supuesto, la categoría de conjuntos forma topos, trivialmente. En un topos más interesante, el axioma de elección puede no ser válido, o el principio de bivalencia (cada proposición es verdadera o falsa) puede fallar. Es así de un cierto interés recoger aquellos teoremas que sean válidos en todo topos, no solamente en el topos de conjuntos. Uno puede también trabajar en topos particulares para concentrarse solamente en ciertos objetos. Por ejemplo, los constructivistas pueden estar interesados en los topos de todos los conjuntos y funciones "construíbles" en algún sentido. Si se considera importante cierta simetría bajo un grupo G, se puede utilizar el topos que consiste en todos los G-espacios. Otro ejemplo importante de topos (e históricamente el primero) es la categoría de todos los haces de conjuntos sobre un Espacio topológico dado. Es también posible codificar una teoría lógica, tal como la teoría de todos los grupos, en topos. Los modelos individuales de la teoría, es decir los grupos en nuestro ejemplo, corresponden entonces a los funtores del topos de codificación a la categoría de conjuntos que respetan la estructura de topos.

## Historia
El origen histórico de la teoría de topos es la Geometría algebraica. Alexander Grothendieck generalizó el concepto de haz y de espacio topológico. El resultado es la categoría de haces con respecto a una topología de Grothendieck - también llamada topos de Grothendieck. F. W. Lawvere decantó el contenido lógico de esta estructura, y sus axiomas condujeron a la noción actual. Observe que la noción de Lawvere, inicialmente llamada topos elemental, es más general que la de Grothendieck, y es la que hoy en día se llama, simplemente, "topos".

## Definición formal
Un topos es una categoría que tiene las dos propiedades siguientes: 
1. Todos los límites sobre un conjunto finito de índices existen.
2. Cada objeto tiene un objeto de partes.

De aquí se pueden derivar los siguientes hechos, alguno, como el del clasificador de subobjetos, muy importante para la comprensión del concepto de topos: 
1. Todos los colímites sobre un conjunto finito de índices existen.
2. La categoría tiene un clasificador de subobjetos.
3. Cualesquiera dos objetos tienen objeto exponencial.
4. La categoría es cartesiana cerrada.

## Ejemplos adicionales
Hay una clase importante de ejemplos de topos que no fue presentado en la introducción: si C es una categoría pequeña, entonces la categoría de funtores SetC (consistente en todos los funtores covariantes de C a los conjuntos, con las transformaciones naturales como morfismos) son topos. Por ejemplo, la categoría de todos los grafos dirigidos son topos. Un grafo consiste en dos conjuntos, un conjunto de flechas y un conjunto de vértices, y dos funciones entre esos conjuntos, asignando a cada flecha su vértices inicial y final. La categoría de grafos es así equivalente a la categoría de funtores SetC, donde C con dos objetos unidos por dos morfismos. 
Las categorías de los conjuntos finitos, de G-espacios finitos y de grafos dirigidos finitos son también topos. Existen otros ejemplos en lógica matemática. 